# جيف أندرسون
جيف أندرسون (بالإنجليزية: Jeff Anderson) (و. 1970 – م) هو ممثل، ومخرج سينمائي، من الولايات المتحدة الأمريكية، ولد في كونيتيكت.

## وصلات خارجية
- جيف أندرسون على موقع IMDb (الإنجليزية)
- جيف أندرسون على موقع روتن توميتوز (الإنجليزية)
- جيف أندرسون على موقع ألو سيني (الفرنسية)
- جيف أندرسون على موقع ميوزك برينز (الإنجليزية)
- جيف أندرسون على موقع أول موفي (الإنجليزية)
- جيف أندرسون على موقع قاعدة بيانات الأفلام السويدية (السويدية)
- جيف أندرسون على موقع إن إن دي بي (الإنجليزية)
- جيف أندرسون على موقع قاعدة بيانات الفيلم (الإنجليزية)
- جيف أندرسون على موقع كينوبويسك (الروسية)